# 웨스트카펠라호
웨스트카펠라호는 대한민국의 삼성중공업이 2008년 건조한 선박으로, 현재 유전개발업체 시드릴의 시추선이다.

## 대왕고래 프로젝트
2024년 5월, 한국석유공사는 시드릴과 시추선 사용 계약을 맺었다.